# 본 촬영
본 촬영(principal photography)은 사전제작 및 후반 작업 단계와는 달리 대량 촬영이 이루어지는 영화 또는 텔레비전 프로그램 제작 단계이다.

## 인원
배우, 감독, 촬영 감독, 사운드 엔지니어 등 영화의 주요 인력과 이들의 조수(조감독, 카메라 조수, 붐 오퍼레이터) 외에도 유닛 프로덕션 매니저는 주요 촬영에서 결정적인 역할을 한다. 이들은 일일 촬영 실행, 일일 콜 시트 관리, 위치 장벽, 교통 및 케이터링을 담당한다. 촬영 중 추가적인 일반적인 역할로는 대본 변경 사항을 기록하는 대본 감독자와 광고 및 도큐멘테이션용 이미지를 제작하는 스틸 사진 작가가 있다.
영화 제작의 진행 상황을 추적하기 위해 일일 제작 보고서, 일일 진행 보고서, 사운드 보고서 등 여러 가지 보고서가 매일 준비된다.